# Sascha Krolzig

Sascha Krolzig als Redner auf einer Neonazi-Kundgebung am
19. November 2005 in Köln

Sascha Marcel Krolzig (* 8. Juni 1987 in Hamm) ist ein Neonazi, der als rechtsextremer Politiker (Die Heimat, zuvor: Die Rechte) und Aktivist der Freien Kameradschaftsszene in Nordrhein-Westfalen aktiv ist. Er tritt außerdem bundesweit als Anmelder und Redner bei rechtsextremen Kundgebungen in Erscheinung.

## Politische Aktivitäten
Sascha Krolzig war führendes Mitglied der „Kameradschaft Hamm“ (KS Hamm), einer der bis zu ihrem Verbot im August 2012 aktivsten neonazistischen „Freien Kameradschaften“ in Nordrhein-Westfalen. Für Flugblätter der KS Hamm zeichnete er als presserechtlich Verantwortlicher.
Ab 2004 trat Krolzig häufig als Anmelder und Redner bei rechtsextremen Kundgebungen auf, erstmals am 21. Januar 2004 in Hamm. Bei den zahlreichen folgenden Demonstrationen erschien er unter anderem mit Siegfried Borchardt, Ursula Haverbeck, Axel Reitz, Christian Worch und Thomas Wulff.
Dem Kampfbund Deutscher Sozialisten ist er im Januar 2007 beigetreten und war bis zu dessen Selbstauflösung im Juli 2008 „Regionalbeauftragter West“.
Im September 2012 wurde er in den Vorstand des nordrhein-westfälischen Landesverbandes der Partei Die Rechte gewählt, in deren Bundesvorstand er auch als Beisitzer fungierte. Zudem war er Vorsitzender des Kreisverbandes Hamm von Die Rechte.
2019 verkündete Krolzig auf Twitter, Die Rechte sei „die einzige konsequent antiisraelische Partei auf dem Stimmzettel“, und veröffentlichte Beiträge unter dem Hashtag „#niewiederIsrael“.
Anfang Januar 2023 wechselte Krolzig zusammen mit anderen Aktivisten von der Partei Die Rechte zur NPD (mittlerweile „Die Heimat“). Den Vorsitz im NPD-Kreisverband Dortmund übernahm Krolzig, stellvertretender Vorsitzender wurde Alexander Deptolla.
Weiterhin ist Krolzig Herausgeber der neonazistischen Zeitschrift „N.S. Heute“.

## Verurteilungen
Sascha Krolzig wurde im Laufe seines Lebens immer wieder wegen Straftaten verurteilt. Am 19. Juni 2004 hielt Krolzig im Alter von 17 Jahren auf einer Kundgebung der rechtsextremen Szene in Dortmund eine Rede. Weil er sich darin abwertend über „zahlreiche Gruppierungen der Gesellschaft, u. a. Zigeuner, Juden, Neger, Homosexuelle“ (so das erkennende Amtsgericht) geäußert hatte, wurde er wegen Volksverhetzung zu einem einwöchigen Dauerarrest nach dem Jugendgerichtsgesetz verurteilt.
Am 6. Januar 2005 schlug Sascha Krolzig einer 16-Jährigen zwei Mal ins Gesicht. Zwischen dem 17. und 24. Februar 2005 verbüßte er den gegen ihn wegen Volksverhetzung verhängten einwöchigen Dauerarrest. Am 14. März 2005 beendete Krolzig eine Rede auf einer weiteren Szenekundgebung in Dortmund mit der Losung „Alles für Deutschland!“. Hierbei handelt es sich um die Losung der ehemaligen „Sturmabteilung“ (SA) der NSDAP. Krolzig wurde daraufhin wegen Körperverletzung zum Nachteil der 16-Jährigen sowie des Verwendens von Kennzeichen verfassungswidriger Organisationen in Form der SA-Losung am 1. Februar 2006 zu einer Jugendstrafe von sechs Monaten ohne Bewährung verurteilt. Das Amtsgericht Hamm begründete sein Urteil damit, dass der „Angeklagte dem nationalsozialistischen Gedankengut derart verhaftet“ sei, „dass ihn auch ein verbüßter Dauerarrest nicht von der Begehung weiterer Taten abhalten“ habe können. Krolzig habe zudem „durch entsprechende Bemerkungen in der Hauptverhandlung erkennen lassen, dass er sich auch weiterhin stark für das von ihm vertretene Gedankengut engagieren wird, auch öffentlich auftreten wird, so dass mit Wiederholungen solcher oder ähnlicher Taten zu rechnen ist“. Eine Sprungrevision von Krolzig vor das Oberlandesgericht Hamm wurde im Februar 2006 verworfen. Am 24. Mai 2006 nahm das Bundesverfassungsgericht eine von Krolzig gegen die Verurteilung angestrengte Verfassungsbeschwerde nicht zur Entscheidung an, so dass er die Strafe antreten musste.
Am 28. Oktober 2013 wurde Krolzig in einer Berufungsverhandlung vor dem Landgericht Bückeburg wegen Beleidigung zu einer dreimonatigen Haftstrafe verurteilt, die auf drei Jahre  zur Bewährung ausgesetzt wurde. Hintergrund ist ein Vorfall im Umfeld des am 4. August 2012 in Bad Nenndorf stattgefundenen rechtsextremen „Trauermarsches“, in dessen Verlauf es zu einer Auseinandersetzung zwischen Krolzig und einem dunkelhäutigen Polizeibeamten gekommen sein soll. Dabei sei der Beamte von Krolzig rassistisch beleidigt worden. Krolzig war hierfür bereits in erster Instanz vor dem Amtsgericht Stadthagen zu einer Geldstrafe verurteilt worden. Das Urteil ist rechtskräftig.
Am 9. Dezember 2016 wurde Krolzig erneut vorläufig festgenommen, da er gemeinsam mit einem Bekannten in der Dortmunder Innenstadt eine Person fremdenfeindlich beleidigt und ihr ein Glas ins Gesicht geschlagen haben soll. Gegen Krolzig wurde ein Ermittlungsverfahren wegen des Verdachts der gefährlichen Körperverletzung, Widerstands gegen Vollstreckungsbeamte und Beleidigung eingeleitet. Der Vorfall birgt eine besondere Brisanz für Krolzig, da er infolge des Urteils vom 28. Oktober 2016 unter laufender Bewährung stand und er im Falle einer Verurteilung zu einer Freiheitsstrafe nicht sicher sein konnte, dass diese erneut zur Bewährung ausgesetzt werden würde.
Krolzig wurde am 22. Februar 2018 vom Amtsgericht Bielefeld wegen Volksverhetzung und Beleidigung zu sechs Monaten Freiheitsstrafe ohne Bewährung verurteilt. Hintergrund ist, dass Krolzig in einem Online-Bericht den Vorsitzenden der Jüdischen Gemeinde Herford/Detmold als „selbstgefälligen frechen Judenfunktionär“ bezeichnet hatte. Nachdem die Staatsanwaltschaft Bielefeld zunächst das Ermittlungsverfahren eingestellt hatte, wurde es aufgrund der Intervention des Vorsitzenden der Jüdischen Gemeinde Herford/Detmold vor dem Oberlandesgericht Hamm wieder aufgenommen und Krolzig angeklagt. Die Tat ereignete sich während der laufenden Bewährungszeit Krolzigs aus einer vorangegangenen Verurteilung. Krolzig gilt damit als Bewährungsversager, dessen zur Bewährung ausgesetzte Freiheitsstrafe aus der vorangegangenen Verurteilung nun widerrufen und zusätzlich vollstreckt wird. Die von Krolzig gegen diese Verurteilung eingelegte Berufung wurde im Oktober 2019 vom Landgericht Bielefeld verworfen. Ebenfalls blieb die von ihm zum Oberlandesgericht Hamm eingelegte Revision nach Beschluss vom Januar 2020 ohne Erfolg.
Eine hiergegen von Krolzig beim Bundesverfassungsgericht eingelegte Verfassungsbeschwerde, wurde mit Beschluss vom 7. Juli 2020, Aktenzeichen 1 BvR 479/20, nicht zur Entscheidung angenommen. Hierbei verwies das Gericht auf den Zusammenhang des Äußerungsstraftatbestandes. Das Bundesverfassungsgericht bestätigte damit die vorhergehenden Entscheidungen der Strafgerichte und die Haftstrafe für Krolzig. Es sah den Tatbestand der Volksverhetzung erfüllt, da die abwertende Bezeichnung „frecher Jude“ eine Wortwahl sei, die die Nationalsozialisten verwendet hätten. Wer sich solche Begriffe zu eigen mache, stachele zum Hass gegen die jüdische Bevölkerung auf.

## Sonstiges
Krolzig studierte Rechtswissenschaften an der Universität Bielefeld (2009 bis 2014). Vom 4. Februar bis 15. März 2013 absolvierte Krolzig ein juristisches Praktikum in der Stadtverwaltung der Stadt Werther (Westf.), offenbar ohne dass der Stadt Krolzigs politischer Hintergrund bekannt war. Im August 2015 entschied das Oberverwaltungsgericht Münster, dass Krolzig das Rechtsreferendariat nicht antreten darf und ihm somit das 2. Staatsexamen versperrt bleibt. Dies wurde unter anderem mit seinen zahlreichen Vorstrafen begründet. Das Urteil wurde im Februar 2016 erneut bestätigt, da Krolzig für einen Ausbildungsgang, der zum Richteramt befähige, „unwürdig und charakterlich nicht geeignet“ sei.
Als alternative berufliche Betätigung tritt Krolzig seit September 2016 als „Freier Redner und Zeremonienleiter“ auf. Dabei firmiert er unter seinem zweiten Vornamen „Marcel“ Krolzig. Laut Impressum des Versandhandels druck 18 sowie druck 88, ebenso beim Versandhandel „Harritage“ des neonazistischen Aktivisten Tommy Frenck übernimmt dort Krolzig als Diplom-Jurist die Rolle des Jugendschutzbeauftragten.